# کتابخانه سسیل هاوارد گرین
کتابخانهٔ سسیل هاوارد گرین (شناخته به نامِ کتابخانهٔ گرین) کتابخانهٔ اصلیِ دانشگاه استنفورد است که به نامِ سیسیل هاوارد گرین نامیده شده‌است. این کتابخانه محلّ نگهداری کمابیش چهار میلیون کتاب در انسانیات و علوم اجتماعی است و با گوگل بوکس همکاری دارد.

## تاریخچه
بخش قدیمیِ این کتابخانه در زمین‌لرزه ۱۹۸۹ لوما پریتا آسیب دید، که با کمک مالی پیتر بینگ بازسازی شد و به نامِ بینگ مشهور است.